# Рудольф II (пфальцграф Рейнський)
Рудольф II Сліпий (*Rudolf II. der Blinde, 8 серпня 1306 — 4 жовтня 1353) — пфальцграф Рейнський у 1329—1353 роках.

## Життєпис
Походив з династії Віттельсбахів. Третій син Рудольфа I, герцога Баварії, та Мехтильди Нассауської. Народився 1306 року. У 1319 році після смерті батька разом з братами Адольфом і Рупрехтом перебував під опікою вуйка — графа Йоганна Нассауського.
Скориставшись малоліттям, їхні володіння захопив стрийко — імператор Людвіг IV. Стосунки з останнім поліпшилися після смерті матері у 1323 році, яка було затятим ворогом Людвіга IV. 1328 року пошлюбив представницю Горицької династії.
Втім лише у 1329 році був укладений Договір в Павії, згідно з яким Пфальц ставав самостійним князівством і передавався Рудольфу II, при молодших співправителях Рупрехті I і їх небожі Рупрехті II.
1331 року помирає дружина Рудольфа II. Спільне правління завершилося у 1338 році, коли відбувся поділ Пфальцу між Рудольфом II, його братом і небожем. Перший отримав землі з резиденцією в Нойштадті.
1348 року одружився вдруге. 1349 року підтримав обрання королем Німеччини Гюнтера Шварцбурзького. У 1350 році визнав німецьким королем Карла Люксембурга. Через хворобу очей Рудольф II 1352 року повністю осліп, тому передав управління своїми володіннями братові Рупрехту I. У 1353 році останній після смерті Рудольфа II офіційно успадкував ці володіння.

## Родина
1 Дружина — Анна, донька Оттона III фон Гориця, графа Тироля, герцога Каринтії.
Діти:
- Анна (1329—1353), дружина Карл IV Люксембурга, імператора Священної Римської імперії

2. Дружина — Маргарита, донька Фредеріка II, короля Сицилії.
Дітей не було.